# 劍玉

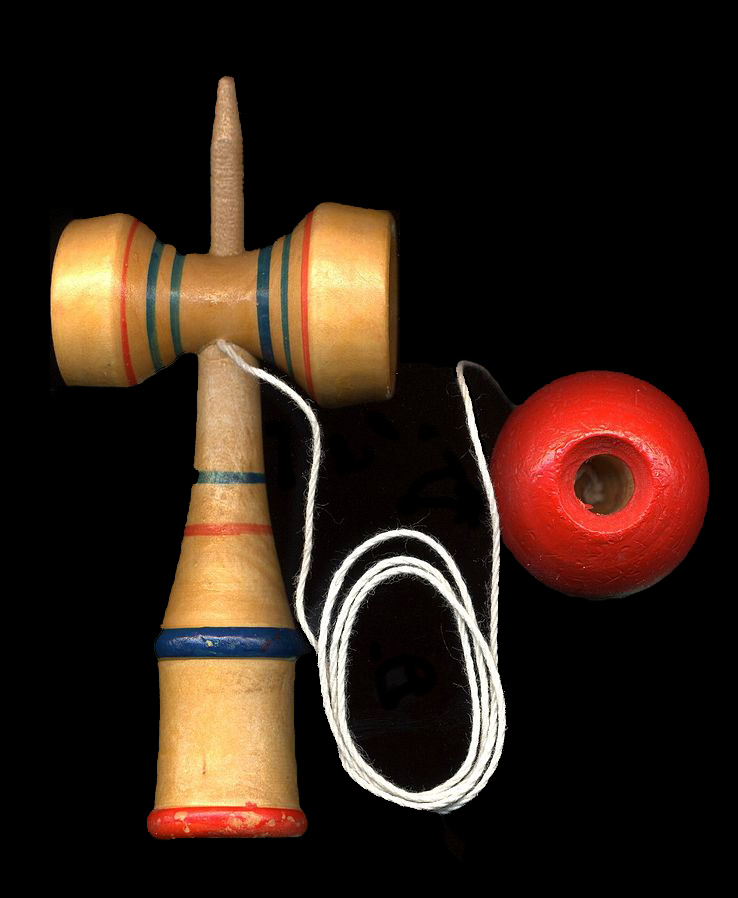
傳統劍玉

劍玉，又稱劍球、托球，過去在台灣曾叫𨑨迌（白話字：chhit-thô），日本的傳統民間遊戲

## 關於劍玉

### 歷史與由來
劍玉是日本人說的（けん玉），日文發音為「Kendama」（劍玉在西方也以此稱呼），劍為十字木頭的部份，玉為球體。
根據最早的文獻記載，劍玉起源於約17～19世紀的法國，剛開始是用獸骨當劍身及球，後來慢慢演變成杯狀，後期再從杯狀演變為尖頭，底部為皿，球也多了一個洞，當時在法國的貴族上流社會是一種非常流行的遊戲，不管何時何地都有人在玩，在江戶時代由留學生帶回日本長崎，因此傳入日本。
18~19世紀時，傳入日本的劍玉漸漸地流行起來，因當時大家沒有一個統合的名稱，藉由大家的口耳相傳，劍玉的名稱也一直在改變，像是早期的「拳玉」、「七玉拳」、因為漢字相通關係，當時中國也以拳玉稱呼，但不管名稱怎麼變，指的都是「けん玉」。
約1919年（大正8年），開始有人製造並販賣，當時的名稱叫做「日月球」，價格約18錢~50錢（以幣值換算約日幣50元），因為很便宜，所以造成相當大的流行。那時也開始有競技型的比賽出現，幾乎變成一種全國的運動。 後來，因戰爭的影響，昭和時期劍玉的名稱也變的很有軍事特色稱為「劍玉」，原因是劍身的部份讓人感覺很像武器。
到了1975年（昭和50年）8月7日，童話作家藤原一生，創立了「日本劍玉協會」，將名稱統一稱為「けん玉」，「Kendama」也是統一的國際語言。並將競技用劍玉制定了統一的規格，包括尺寸大小、重量、材質…等等，使其有一定的公平性，也創立了基本練習的1~10招，後來才慢慢演變到現在的模式。
中華劍球劍玉運動協會由創始人余嘉勇於2009年在台灣成立了全國性協會，起始了台灣劍玉文化。

### 競技型劍玉
藤原一生創立了日本劍玉協會後所製定公規的競技型劍玉，逐漸將劍玉帶入一個有系統的發展，擺脫只是童玩的領域成為一種運動，各種因應競技型劍玉造型的招式與技術逐漸成型，在日本除了有級位與段位的檢定，更有劍玉師的職稱，在各種場合進行劍玉的表演。
在日本以外，劍玉在許多極限運動選手間也相當盛行，他們也把劍玉視作是一種極限運動。跟近年來逐漸趨向表演藝術取向的日本劍玉師比起來，在表演風格上仍有一定程度的落差。

### 劍玉師
劍玉師「けん玉師」是一項對於劍玉非常專業的職稱，劍玉師懂得劍玉的各種屬性，熟悉並修改自己適用的劍玉，最重要的是可以透過表演，教學，演說，演講...等等活動來推廣劍玉，透過不間斷的活動，使自己的生活天天充滿著劍玉，並將劍玉融入生活，的態度也就是日本所稱「職人」的精神。
劍玉師的強項主要是透過「表演」來推廣劍玉，風格目前在日本有傳統技藝風格首屈一指的劍玉師「伊藤佑介」，也有新興融合舞蹈風格頗受劍玉玩家及年輕人喜愛的雙人組「ZOOMADANKE」；當然不只有日本有劍玉師，在台灣也有融合多項雜耍風格最年輕的七段劍玉師「小螺絲」，也有「香港花式劍球協會」的會長「李浩翔」也是高段位的六段。

## 品牌與種類

### 品牌
劍玉的廠牌與種類分很多種，世界各國都有各自的品牌與認證。
日本けん玉（劍玉）協會之認證劍玉分為5種廠牌，分別為櫻、夢元、富士、大空、TK-16，其中大多已經絕版，或是退出協會，目前日本劍玉協會主要以大空販售；日本劍玉協會還利用貼紙去分別廠牌種類，例：夢元「藍」、新富士「黑」、大空「黃」、TK-16「綠」。近年來日本品牌Gloken與夢元合作，重新代理夢元，由於夢元在非常早期即絕版，因此被界內公認是夢幻逸品，同時新夢元重出時也刻意將每批商品限量製作，所以價格炒作到非常昂貴，之後一路都以高單價劍玉為主打，由於脫離日本協會的關係，新夢元的版型也跟舊夢元不同，收藏家間會特別去區分新舊夢元，普遍認為舊夢元依舊是現在玩家間真正的夢幻逸品，現在Gloken已與夢元結束合作關係。
台灣早期發展主要以中華劍球劍玉運動協會專利製作與認證的玉木為主，其特色在於世界首創大、小、中皿有專利設計可以插木栓，可以做出更多不同的動作、招式，國外有許多極限選手與玩家特地從台灣買進玉木也是因為這個原因。
近年來經由各地劍玉團體的推廣下，劍玉也越加活絡，比較具代表性的為台北的Kendama TPC，幾乎與玉木同期，劍玉影片別具特色，成員風格強烈，是最早登上世界舞台吸引外國玩家注意的團體。還有高雄的超朋友劍玉糖，源於台灣最早的大學社團樹德潮流劍玉隊，以幽默風趣的風格推廣著劍玉。其他還有南方劍客、台中劍玉部、劍玉有為青年、犯劍事務所、好小子日月球聯誼會...等。
美國有所謂的Big 3，分別是Kendama USA、Sweets Kendamas、Kendama Co，各品牌有各自的特色跟客群，原本以Kendama USA為最大宗，但在Sweets的崛起，還有Gloken舉辦如劍玉世界盃，以及Kendama Co已於2016年8月宣布解散，世界劍玉的版圖已重新洗牌。
其餘像歐洲也有自己的協會跟品牌，較具知名度的就是丹麥的KROM Kendama，近年急遽發展，一度有超越美國品牌的勢頭。
劍玉幾乎是全世界都正在發展的運動，不是只在亞洲盛行；雖然各地都有自己的品牌，不過或許是因為起源的正統性，日本的品牌幾乎是在全世界流通，但日本協會的發展重心為教育體系，而非各自的品牌推廣，在玩家社群近年較為勢微，各國的流行品牌也在日本蔚為風行。

### 種類
最常見的以日本競技型為主，因為是日本劍玉協會制定比賽用的規格，故也最多人拿此競技型練動作。而依照公規也有各式大小的劍玉，大型劍玉別稱為太陽劍玉，價格偏貴，常常被拿來當推獎品。推獎品一般是拿來當劍玉比賽的獎品，當然大小會依名次高低而有所不同，而有些特殊顏色的推獎品會在認證貼紙上印上推獎品的字樣。
再來就是特別版的劍玉了，所謂特別版，造型跟一般的劍玉不一樣，有雙杯的、四個皿的...等等，因為可以做更多的花招，這些劍玉通常是拿來表演用居多，因為規格不符合競技型的標準。
還有一種是彩繪劍玉，大多是拿競技型原木色來彩繪，這種大多是給蒐藏家去蒐集，或者是劍玉迷買來擺家裡櫥窗當藝術品用。
比較少見的就是跟名牌的聯名款，例如LV特別贈送給VIP的禮物，當然是全球獨一無二的限量款，還有用鋁合金製作，將重量與大小完全仿造競技型劍玉製作的逸品，完全可以像一般木製競技型劍玉做招，價格都相當昂貴。

## 玩法
劍玉的基本手勢
練劍玉的招式就先要學怎麼拿劍玉，基本手勢很重要，它可以幫助你學習的更加順利。
- 大皿手勢：劍上的線洞朝下，大拇指、食指捏住劍身與皿胴的交界處，另外3根手指托住側邊小皿，或指使用2指，小指懸空
- 蠟燭手勢：劍頭朝下，小皿朝自己，使用大拇指、食指、中指三根手指捏住劍頭部份
- 極意手勢：劍頭朝掌心，線朝下，手握住大、小皿兩側，劍身保持水平
- 止劍手勢：劍頭朝上，線頭朝下，手握住劍身，掌心與劍身要有空間，劍身稍傾斜即可
- 持球手勢：球孔朝上，大拇指、食指平均在球兩側，孔與大拇指、食指成一直線

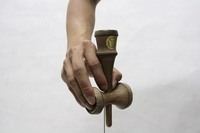
大皿手勢

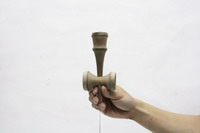
蠟燭手勢

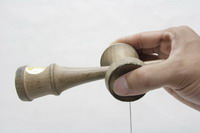
極意手勢

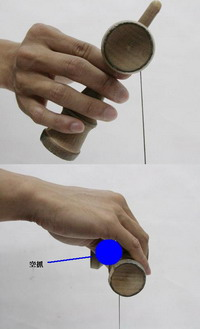
止劍手勢

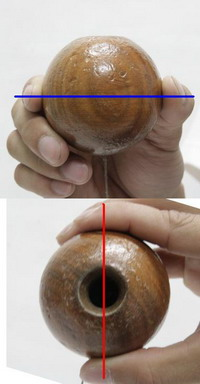
持球手勢

## 級位、段位（中華劍球劍玉運動協會版）
級位：協會教練可自行檢定，上網登入檢定成績。
準初段：擁有一級認定後，才有資格檢定準初段。
段位：擁有準初段認定後，才有資格檢定段位。
備註：協會檢定準初段或段位時，將全程錄影，以示公平。
檢定招式請見下方

### 級位
1. 指定中華劍球劍玉運動協會認證劍玉為檢定工具。
2. 檢定程度由10級開始至1級。
3. 每一動作皆有10次的機會完成表格內動作次數。
4. 「皿上來回」1級檢定，需以 135次/分鐘 的速度進行檢定，有2次機會完成檢定表內規定次數（中斷後重新計算）。
5. 「皿上來回」6級～2級，無速度規定，有2次機會完成檢定表內規定次數（中斷後重新計算）。
6. 不同招式可以更換不同支中華劍球劍玉運動協會認證劍玉完成檢定。
7. 級位檢定可以跳級，但必須將招式從頭符合規定成功次數逐一完成。

| 動作名稱 | 大皿 | 小皿 | 中皿 | 蠟燭 | 止劍 | 飛行機 | 飛行球 | 日本一周 | 世界一周 | 燈臺 | 皿上來回 |
| -------- | ---- | ---- | ---- | ---- | ---- | ------ | ------ | -------- | -------- | ---- | -------- |
| 10級     | 1    |      |      |      |      |        |        |          |          |      |          |
| 9級      | 2    | 1    |      |      |      |        |        |          |          |      |          |
| 8級      | 3    | 2    | 1    |      |      |        |        |          |          |      |          |
| 7級      |      | 3    | 2    | 1    |      |        |        |          |          |      |          |
| 6級      |      |      | 3    | 2    | 1    |        |        |          |          |      | 0        |
| 5級      |      |      |      | 3    | 2    | 1      |        |          |          |      | 10       |
| 4級      |      |      |      |      | 3    | 2      | 1      |          |          |      | 20       |
| 3級      |      |      |      |      |      | 3      | 2      | 1        |          |      | 30       |
| 2級      |      |      |      |      |      |        | 3      | 2        | 1        |      | 40       |
| 1級      |      |      |      |      |      |        |        | 3        | 2        | 1    | 50       |

### 準初段
1。指定中華劍球劍玉運動協會認證劍玉為檢定工具。
2。每一動作皆有10次的機會完成表格內動作次數。
3。「皿上來回」需以 135次/分鐘 的速度進行檢定，只有1次機會完成檢定表內規定次數。
4。不同招式可以更換不同支中華劍球劍玉運動協會認證劍玉完成檢定。
5。需由裁判拍攝檢定過程，將影片發佈至協會以示公正。
| 動作名稱 | 止劍 | 飛行機 | 飛行球 | 縣一周 | 日本一周 | 世界一周 | 燈臺 | 劍頂滑玉 | 皿上來回 |
| -------- | ---- | ------ | ------ | ------ | -------- | -------- | ---- | -------- | -------- |
| 準初段   | 5    | 5      | 5      | 4      | 4        | 3        | 2    | 1        | 100      |

## 基本十招
1. 大皿
2. 小皿
3. 中皿
4. 蠟燭
5. 止劍
6. 飛行機
7. 飛行球　（原文：ふりけん，亦直譯作降劍或振劍）
8. 日本一周
9. 世界一周
10. 燈台

## 段位招式
世界一周
燈台
1. 劍頂滑玉
2. 地球迴轉
3. 收劍
4. 皿頂飛玉
5. 宇宙一周
6. 鶯
7. 抽線止劍
8. 跳劍
9. 一迴旋飛行機
10. 一迴旋燈台
11. 止滑極意
12. 雙鶯渡劍
13. 燈上一迴旋
14. 抽線一迴旋飛行機
15. 二迴旋燈台
16. 競技 B
-
[競技 B 動作順序]     
(1)飛行蠟蠋        
(2)縣一周                
(3)日本一周(兩次)  
(4)世界一周(兩次)      
(5)歐洲一周(一次)      
(6)地球迴轉     
(7)停鶯收劍      
(8)跳劍
(9)一迴旋飛行機
(10)燈台收劍
-

## 外部連結
- 日本けん玉協会 （页面存档备份，存于）
- グローバルけん玉ネットワーク （页面存档备份，存于）
- けん玉検定公式サイト （页面存档备份，存于）
- けん玉 （页面存档备份，存于） - 日本文化いろは事典
- けん玉 （页面存档备份，存于） - キッズ・ウェブ・ジャパン